# 沈裕
沈裕（1550年—1604年），字以寧，號慎菴，浙江湖州府武康县籍，餘姚縣人，明朝政治人物。

## 生平
萬曆十年（1582年）壬午科浙江鄉試舉人。因父母去世未赴京考試。萬曆二十年（1592年），登壬辰科第三甲第二百十九名進士。禮部觀政，二十一年授江西崇仁縣知縣，二十三年調吉水县知县，二十五年入觐，邑人多为诗歌以贈行，曾同亨题其卷曰“朝天清節”。三十年二月授廣東道监察御史，管节慎库，三十一年巡按广西，次年赴任行至维扬，忽然生病，病七日，至锡山而卒，享年五十五。

## 家族
先祖沈志遠舉弘治乙丑进士，官御史。曾祖沈瓊；祖父沈洋；父沈問，號雨池，壽官。母方氏。子三：长承源，国子生，娶慎氏。次承瀚，武康邑庠生，娶姚氏，俱姚孺人出。次承清，聘茅氏。